# Lưu Thế Phương
Lưu Thế Phương (tiếng Trung: 劉世芳; bính âm: Liú Shìfāng; sinh ngày 15 tháng 8 năm 1959) là một nữ chính trị gia người Đài Loan. Bà tốt nghiệp Đại học bang Oklahoma và là thành viên của Đảng Dân chủ Tiến bộ. Bà là phó tổng thư ký phủ Tổng thống Trần Thủy Biển.